# Johann Baptist Dietz

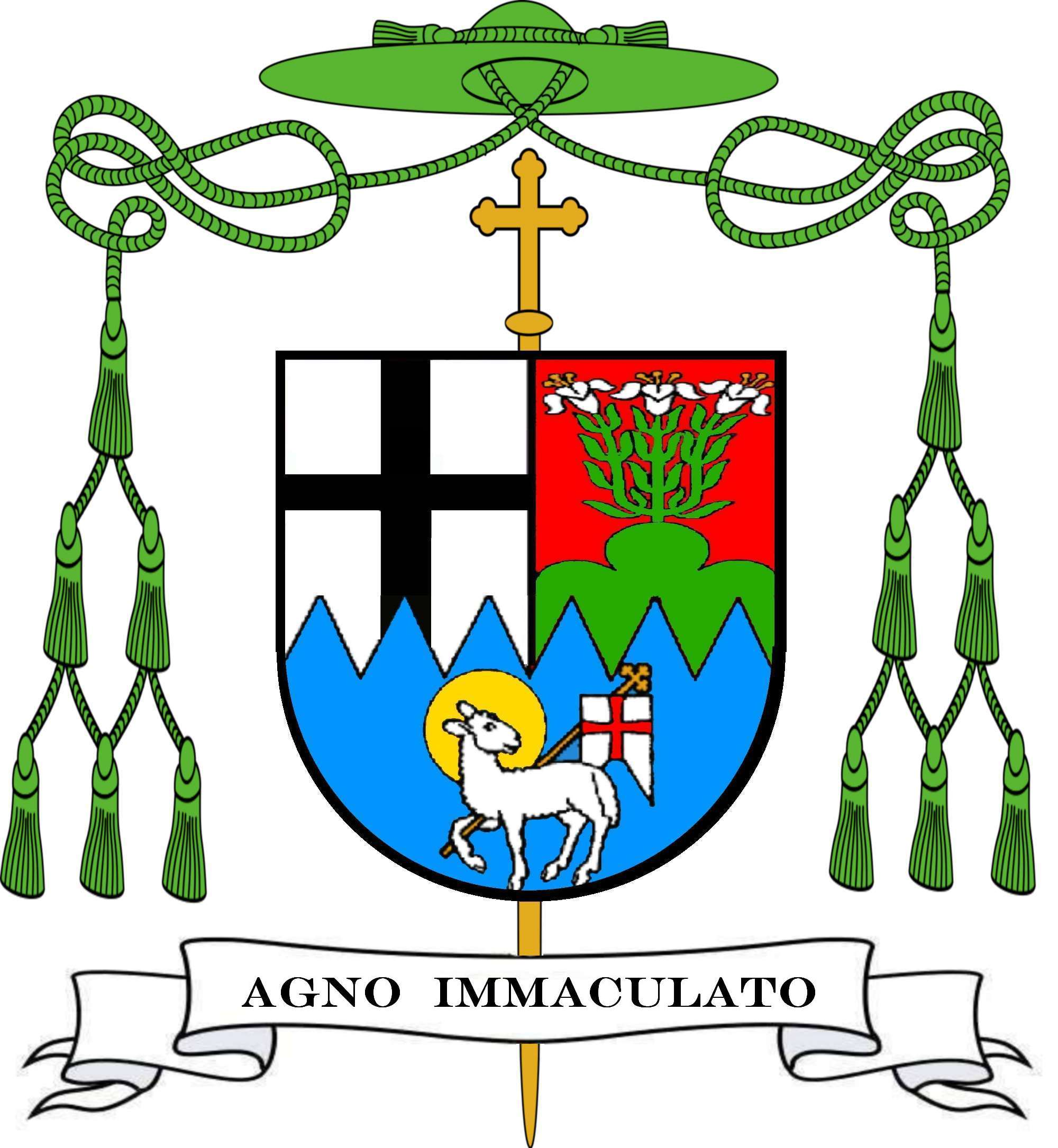
Wappen Johann Baptist Diez, Bischof von Fulda

Johann Baptist Dietz (* 30. Januar 1879 in Birkach; † 10. Dezember 1959 in Fulda) war römisch-katholischer Theologe und von 1939 bis 1958 Bischof von Fulda.

## Leben
Johann Baptist Dietz studierte Theologie in Rom am Germanicum und an der Päpstlichen Universität Gregoriana. Am 28. Oktober 1905 empfing er in Bamberg die Priesterweihe. Zunächst in der Gemeindepastoral, setzte er seine Studien an der Universität Leipzig fort, wo er auch promovierte. 1912 berief ihn Erzbischof Johann Jakob von Hauck zum Regens des Priesterseminars Bamberg. Er war nicht nur „Vater“ der Priesteramtskandidaten, unter seiner Leitung wurde auch 1927 das neue Priesterseminar errichtet.
Am 25. Juli 1936 wurde er von Papst Pius XI. zum Titularbischof von Ionopolis ernannt und zum Koadjutor in Fulda bestellt. Die Bischofsweihe spendete ihm am 27. September 1936 Johann Jakob von Hauck, der Erzbischof von Bamberg. Mitkonsekratoren waren Matthias Ehrenfried, der Bischof von Würzburg und Joseph Otto Kolb, der Weihbischof in Bamberg.

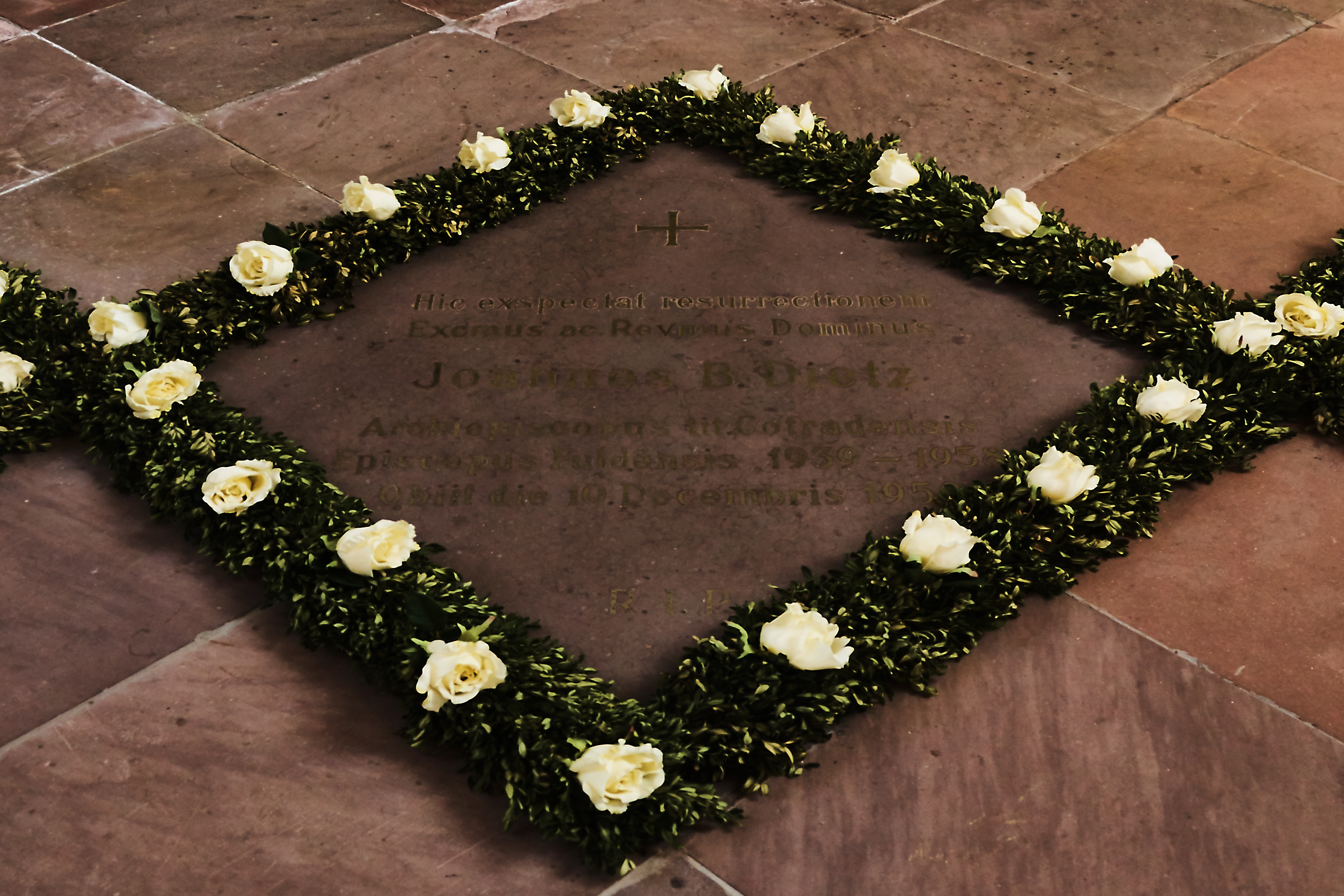
Grabmal im Dom zu Fulda

Mit dem Tod von Bischof Joseph Damian Schmitt am 10. April 1939 übernahm Dietz das Bischofsamt des Bistums Fulda. Er erlangte auch über die Grenzen der Diözese hinaus Bedeutung als Beauftragter der Fuldaer Bischofskonferenz für die Männerseelsorge. In dieser Eigenschaft hatte er enge Kontakte mit den Männern des Widerstandes. Seit 1940 war er päpstlicher Visitator aller deutschen theologischen Hochschulen und Ordensseminare. In 1942 traf Dietz sich mit Jesuitenpater  Alfred Delp, Helmuth Graf von Moltke und weiteren Mitgliedern des Kreisauer Kreises im Fuldaer Bischofshaus. Gesprächsinhalt war der Neuanfang nach der Diktatur des Nazireiches. Am 2. Oktober 1958 wurde seinem Rücktrittsgesuch stattgegeben und er wurde von Papst Pius XII. zum Titularerzbischof pro hac vice im Titularerzbistum Cotrada ernannt.
Johann Baptist Dietz starb am 10. Dezember 1959 im Alter von 80 Jahren in Fulda und wurde in der Johanneskapelle des Fuldaer Doms beigesetzt. Seine Amtszeit war geprägt vom Kirchenkampf mit den Nationalsozialisten, dem Zweiten Weltkrieg, der Teilung Deutschlands und damit seines Bistums Fulda.

## Bischofswappen
Der Wappenschild geteilt und oben gespalten zeigt vorne in Silber/Weiß ein schwarzes Balkenkreuz, das Wappen des Bistums Fulda (Fürstabtei Fulda). Hinten in Rot ein grüner Lilienstock mit drei silbernen Blüten, auf einem grünen Dreiberg (Wappen der Stadt Fulda). Unten in Blau unter einer Zackenlinie ein nach links schauendes weiß/silbernes Lamm mit Gloriole, Kreuzesfahne an goldenem Kreuzstab (Lamm Gottes).
Hinter dem Schild stehend das Bischofskreuz, darüber der grüne Galero (Bischofshut) mit den jeweils sechs herunterhängenden grünen Quasten (fiocchi).
Sein Wahlspruch lautete: Agno Immaculato (Dem unbefleckten (makellosen) Lamm), auf das der Namenspatron Johannes der Täufer hinweist.

## Ehrungen
- 1953: Großes Verdienstkreuz der Bundesrepublik Deutschland
- 1955: Ernennung zum Ehrenbürger der Stadt Fulda, die nach ihm 1961 auch eine Straße benannt hat.